# آلکساندر گریگوریان
آلکساندر ویتالی گریگوریان (انگلیسی: Aleksandr Grigoryan؛ زادهٔ ۲۸ سپتامبر ۱۹۶۶ در ایروان) یک بازیکن بازنشسته فوتبال و مربی کنونی اهل ارمنستان است.

## باشگاهی
از باشگاه‌هایی که در آن بازی کرده‌است می‌توان به باشگاه فوتبال آلاشکرت اشاره کرد.